# 櫻心美
櫻心美（日语：桜ここみ，1988年12月18日—），日本前AV女優。

## 簡歷
興趣是看電影、看DVD和聽音樂，擅長彈鋼琴喊吹小號。身體很柔軟。喜歡小狗。
2009年4月從S1出道。
在年度販售排名「もっとも売れた作品グランプリ」的女優作品中獲得第7名。
2012年2月11日，櫻心美、成瀨心美、惠理（藤浦惠）、神咲詩織、Maika等5人組成「“me-me”（ミーム）」。
2012年5月轉移到IdeaPocket。
2013年6月轉移到PRESTIGE。
2014年3月轉移到美。
2014年3月從「“me-me”（ミーム）」畢業。
2014年5月21日在部落格上宣布引退。

## 外部連結
- 桜ここみのここ見てブログ （页面存档备份，存于）（2009年5月13日 - ）
- 櫻心美的X（前Twitter）
- エスワン 桜ここみ （页面存档备份，存于）
- アイデアポケット 桜ここみ （页面存档备份，存于）